# Кованько Олександр Сергійович
Олекса́ндр Сергі́йович Кованько (18 липня 1893, Костянтиноград — 20 травня 1975, Львів) — український та російський математик, 1926 — професор, 1938 — доктор фізико-математичних наук.

## Короткий життєпис
Походить з родини доглядача земської лікарні. 1911 року закінчив московське реальне училище.
1915 року з дипломом першого ступеня закінчує фізико-математичний факультет Московського університету, до 1918 року там проходить аспірантуру — для підготовки до професорського звання.
Після магістерських іспитів в 1918—1919 роках працює асистентом на кафедрі механіки Київського політехнічного інституту.
1919 року — викладач жіночої гімназії Костянтинограда. В 1920—1926 роках у Кримському університеті: приват-доцент, доцент, професор.
В 1926—1945 роках працює у різних навчальних закладах. 1935 року після вбивства С. Кірова висланий з Ленінграду на 5 років в Томськ (через його дворянське походження). Однак вже в кінці 1936 року звільнений від висилки, 1938 року отримав дозвіл оселитися у європейській частині СРСР.
1936 року здобув без захисту ступінь кандидата фізико-математичних наук. В листопаді того ж року захистив докторську дисертацію «Узагальнені майже періодичні функції», 1938 — доктор фізико-математичних наук.
З червня 1945 року завідує кафедрою теорії функції Львівського державного університету імені Івана Франка — С. Орліч виїхав до Польщі.
У 1947—1949 роках по Мирону Зарицькому був деканом фізико-математичного факультету.
1948 року кафедру теорії функції об'єднують з кафедрою математичного аналізу, останньою після Стефана Банаха керував Володимир Левицький.
Керує кафедрою математичного аналізу і теорії функцій з 1948 по 1971 рік (з 1950 зветься кафедрою математичного аналізу). У 1971—1973 роках — професор-консультант кафедри.
Вивчав:
- теорії квадрованості поверхонь.
- теорії майже періодичних функцій.
- теорії функціональних послідовностей.

В своїх працях вирішив питання повноти певних просторів майже періодичних функцій. Досліджував необхідні та достатні умови компактності многочленів в просторах майже періодичних функцій.
Є автором більше 120 наукових праць, в тому числі монографії «Інтеграл Лебега», Львів, 1951, та підручника «Теорія функцій дійсного змінного та основи функціонального аналізу», Львів, 1961, у співавторстві з І. Г. Соколовим.
Був ініціатором проведення математичних олімпіад учнів середніх шкіл Львова, у 1947—1953 роках керував організаційними комітетами олімпіад.
Помер 20 травня 1975 року у Львові, похований у родинному гробівці на 58 полі Янівського цвинтаря.
Серед учнів — математик Владислав Лянце, кібернетик Олександр Костовський.
Серед праць — «Про компактність систем узагальнених майже узагальнених функцій А. С. Безиковича», 1946.

## Джерело
- Механіко-математичний факультет [Архівовано 28 Червня 2013 у Wayback Machine.]
- Персоналии. Кованько Александр Сергеевич (1893–1975) [Архівовано 18 Листопада 2015 у Wayback Machine.] (рос.)

| українська персоналія | Це незавершена стаття про особу, що має стосунок до України. Ви можете допомогти проєкту, виправивши або дописавши її. |